# ديفيد روبرتس (منافس ألعاب قوى)
ديفيد روبرتس (بالإنجليزية: David Roberts)‏ هو منافس ألعاب قوى أمريكي، ولد في 23 يوليو 1951 في ستيلووتر في الولايات المتحدة.

## وصلات خارجية
- ديفيد روبرتز على موقع الاتحاد الدولي لألعاب القوى (الإنجليزية)
- ديفيد روبرتز على موقع اللجنة الأولمبية الدولية (الإنجليزية)
- ديفيد روبرتز على موقع أوليمبيديا (الإنجليزية)
- ديفيد روبرتز على موقع قاعة فلوريدا للمشاهير الرياضية (الإنجليزية)